# Scotland (Dakota del Sur)
Scotland es una ciudad ubicada en el condado de Bon Homme en el estado estadounidense de Dakota del Sur. En el Censo de 2010 tenía una población de 841 habitantes y una densidad poblacional de 381,57 personas por km².

## Geografía
Scotland se encuentra ubicada en las coordenadas 43°8′54″N 97°43′13″O / 43.14833, -97.72028. Según la Oficina del Censo de los Estados Unidos, Scotland tiene una superficie total de 2.2 km², de la cual 2.2 km² corresponden a tierra firme y (0%) 0 km² es agua.

## Demografía
Según el censo de 2010, había 841 personas residiendo en Scotland. La densidad de población era de 381,57 hab./km². De los 841 habitantes, Scotland estaba compuesto por el 96.67% blancos, el 0.95% eran afroamericanos, el 0.83% eran amerindios, el 0.24% eran asiáticos, el 0% eran isleños del Pacífico, el 0% eran de otras razas y el 1.31% pertenecían a dos o más razas. Del total de la población el 0.24% eran hispanos o latinos de cualquier raza.